# Веселе (Охтирський район)
Весе́ле — село в Україні, у Кириківській селищній громаді Охтирського району Сумської області. Населення становить 57 осіб. До 2016 року орган місцевого самоврядування — Яблучненська сільська рада.

## Географія
Село Веселе розташоване на березі річки Весела, на якій є велика загата. Вище за течією на відстані 1,5 км розташоване село Вищевеселе, нижче за течією на відстані 4,5 км розташоване село Заводське.

## Історія
За даними на 1864 рік у казеному селі Кириківської волості Охтирського повіту Харківської губернії мешкало 310 осіб (149 чоловічої статі та 161 — жіночої), налічувалось 54 дворових господарства.
Село зазнало геноциду українського народу, проведеного урядом СРСР у 1932—1933 та 1946—1947 роках.
10 вересня 2016 року Яблучненська сільська рада, в ході децентралізації, об'єднана з Кирилівською селищною громадою.
19 липня 2020 року, в результаті адміністративно-територіальної реформи та ліквідації Великописарівського району, село увійшло до складу Охтирського району.

## Відомі уродженці
- Володимир Затуливітер (1944 —2003) — український поет, прозаїк, публіцист, перекладач і журналіст.